# 西苑铁路

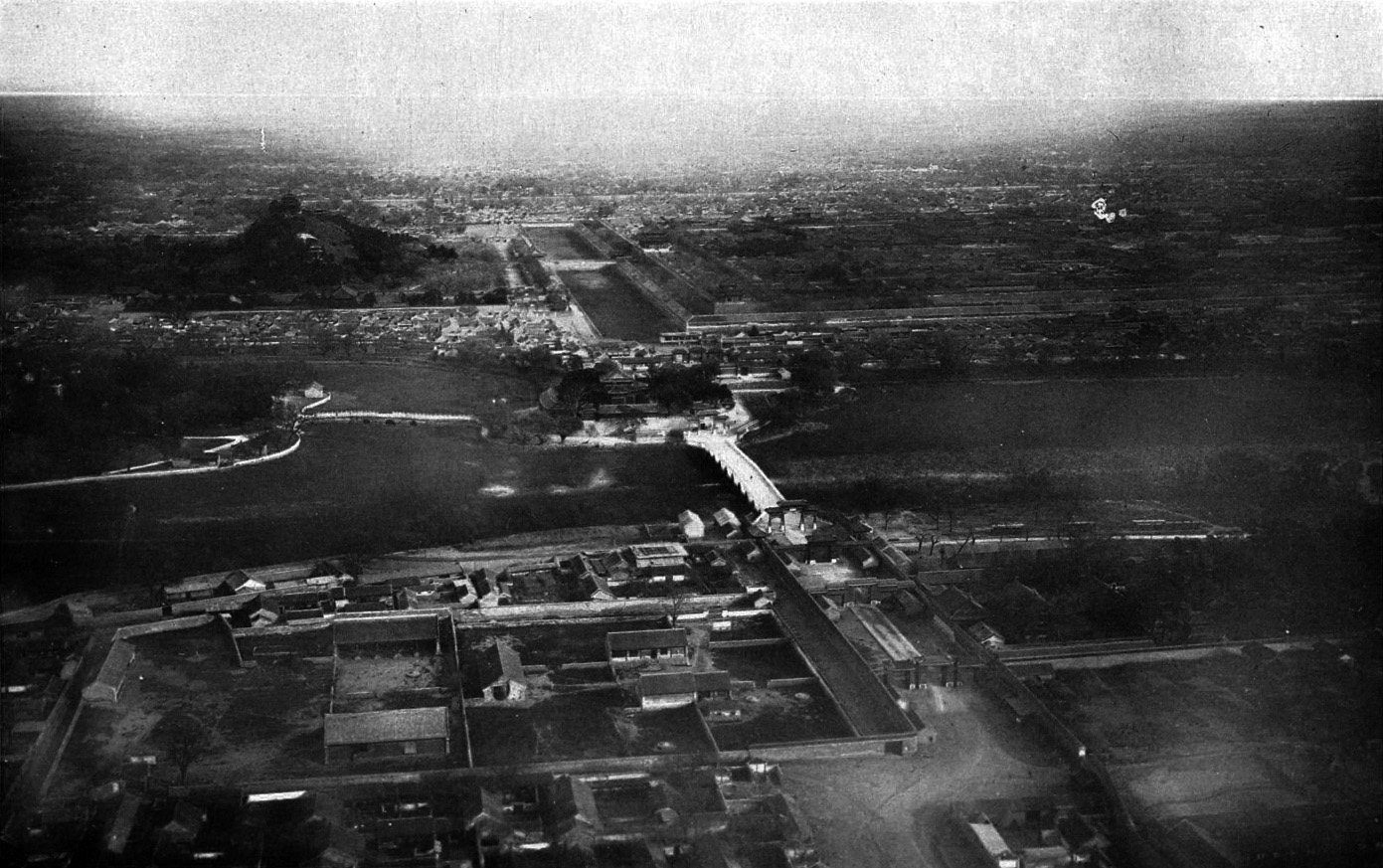
八国联军入侵时，法军热气球航拍照片。金鳌玉蝀桥右侧可见停靠的三辆火车。

西苑铁路，原址位于今北京市西城区中南海和北海公园内，是中国第一条皇家专用铁路，现已无存。

## 背景
清朝同治四年（1865年），英国人在北京宣武门外铺设了一条展览铁路，李端瑞《参冰室野乘》记载“京师人诧所未闻，骇为妖物，举国若狂，几致大变。旋经步军统领衙门饬令拆卸，群疑始息。”同治五年（1866年），英商私筑淞沪铁路，光绪二年（1876年）“李鸿章、沈葆桢、吴元炳会同具奏，寻以铁路不适用于中国，毁之。”
第一位力主修铁路者是李鸿章淮军的将领刘铭传，光绪五年他因病休致还里。光绪六年（1880年），因中俄边境形势吃紧，他被清廷召回京师商议军事，抵京后上条陈，力主中国修建铁路，并提出了修建北京至汉口、北京至浦口的南线，和北京至沈阳、北京至甘肃的北线。慈禧太后将其上疏发给直隶总督李鸿章、两江总督刘坤一议覆，李鸿章肯定了建铁路的好处，又指出如借外债修铁路，要防止洋人把持路权，刘坤一则以铁路阻碍民生厘税加以反对。此后清廷发生持续多年的修路与反修路论战。
对刘铭传、李鸿章提出的修路建议，首先提出反对的是内阁学士张家骧、御史洪良品，廷臣中附和者日众，慈禧太后乃罢修路之议。
从光绪六年刘铭传上疏到光绪十三年（1887年），已建成商办的唐胥铁路。光绪七年制成中国第一台蒸汽机车“龙号”。光绪十年（1884年）中法战争，中方运输不力，几致败局。翌年与法国议和，清廷又议整顿防务，李鸿章重新提议招商集股，筹资修铁路。大学士左宗棠附和。同年冬，李鸿章提议修山东陶城至临清铁路，被漕运总督崧骏等人上书制止。光绪十三年（1887年），醇亲王奕譞以总理海军衙门事务大臣身份，与兵部郎中曾纪泽联名上疏要求修路。清廷乃批准将唐胥铁路延伸至天津，光绪十四年建成通车。修路派随即由李鸿章代粤商陈承德奏陈，请接修津通铁路，与津唐铁路连为一体。但户部尚书翁同龢、礼部尚书奎润、内阁学士文治、徐会沣、御史余联沅、洪良品、屠守仁等接连上疏阻谏。慈禧太后于光绪十四年十二月二十日及光绪十五年正月十五日，将请停办铁路折七件先后发总理海军衙门，会同军机处议覆。
此时，修路派除了醇亲王奕譞、北洋大臣李鸿章外，又得两广总督张之洞和任军机大臣揆首的礼亲王世铎支持。为促进从未见过铁路及火车的慈禧太后批准修建津通铁路，光绪十四年李鸿章乃进呈小火车，并在大内西苑修筑铁路。光绪十五年初，奕譞、世铎联名会奏，猛烈抨击反修路派。慈禧太后将该奏文发给曾国荃、张之洞、台湾巡抚刘铭传等人，令“按切时势，各抒所见，迅速覆奏”。刘铭传、张之洞很快建议修铁路。反修路派主要人物之一翁同龢也迅速转变态度，提出先于边地试行，以便运兵。李鸿章更进一步提出兴办工厂，为大规模修铁路做准备。光绪十五年八月，光绪帝亲政后发出上谕，派李鸿章、张之洞会同海军衙门“妥筹开办”，修路派最终取胜。
在这场大论战中，西苑铁路的修建在促使慈禧太后从犹豫转为支持修路的过程中起了一定作用。

## 简介
清朝光绪十四年（1888年）冬，在太液池西岸开工兴修了一条铁路。铁路南起中海紫光阁，沿中海西岸北行，穿越中海的北门福华门，进入北海的西南门阳泽门，沿北海西岸北行，到极乐世界往东，从龙泽亭以北经阐福寺、浴兰轩、大西天，到镜清斋（今名静心斋）前的码头为终点，全长1510.4米。因位于大内西苑（即今中南海和北海公园的总称）内，故名西苑铁路。
户部尚书翁同龢《翁文恭公日记》载：“光绪十四年十一月初六日。合肥以六火轮车进呈（五进上、一送邸），今日呈太后御览。今紫光阁铁路已成，未知可试否也？是为权舆，记之。”（合肥指李鸿章）“光绪十四年十一月十一日。观新进之火轮车，约长三四丈，狭长，对面两列可容二十八人，凡三辆。又观机器车，不过丈余。此天津所进。三辆留西苑，三辆交火器营收，昨日甫到也。”可见该铁路光绪十四年十一月初已建成，十一月初六日客车六辆、机车一辆已运到北京，车厢两侧各有一排十四个座位，铁路应为窄轨铁路。
中国第一历史档案馆藏舆图中，有《北京中海福华门内修造车坞、铁路尺寸图样》、《北京北海至中海铺修铁路图样》，均为纸本墨绘平样图（平面图）。《北京中海福华门内修造车坞、铁路尺寸图样》绘有沿中海西岸，紫光阁以东，南起瀛秀园以东，北到福华门内的一条短线。贴说注明全长二百五十七丈，起点和终点各有长十二丈、宽五丈的灰土站台，南段有一长五丈八尺的回车直路，北段紫光阁以北有长二十八丈二尺的回车铁路，穿越集灵囿的三座门中的南门，向西南通往车坞。此图所绘当即翁同龢光绪十四年十一月初六日所见的紫光阁铁路，路成后遂将“火轮车”和“机器车”“呈太后御览”。
车辆运到紫光阁后，慈禧太后要亲自乘车，于是向北铺设了较长的延伸线，形成了西苑铁路全线。《北京北海至中海铺修铁路图样》绘制了包括中海北部和北海的西苑铁路全线，是该工程的设计总图。根据该图的贴说，西苑铁路全线总长四百七十二丈（合1510.4米）。其中四十九丈二尺（合157米）是活安铁路（即用时现安的铁路），共分三段：一段在福华门内，一段在福华门和阳泽门之间，一段横跨在阐福寺前的神路上。贴说还显示，为修建此路，在北海西岸和北岸进行了一系列路基工程。
西苑铁路全线并非在光绪十四年建成。光绪十四年建成的只是翁同龢见到的紫光阁铁路，即《北京中海福华门内修造车坞、铁路尺寸图样》所绘线路。西苑铁路全线建成并通车应是在光绪十五年（1889年）。据光绪十四年《奉宸苑记事簿》，“光绪十四年十一月十一日李总管口传，奉旨：自福华门、阳泽门起，西泊岸添安铁路，量度地势办理。”“光绪十四年十一月二十六日呈递奏事官英年谨看得：北海安设铁路，由阳泽门至极乐世界系庚酉辛方，小寒后，天月二德在寅，宜修造西方，谨择于本年十二月十三日庚寅宜用金匮，庚辰时动土兴修吉。极乐世界至镜清斋系壬子癸方，本年方向不宜，立春后，日躔娵訾之次，宜修造北方，谨择于明年正月初十日丙辰宜用金匮，丙申时动土兴修吉。……光绪十四年十一月二十六日奉旨：派李总管于十一月十三日辰刻赴北海阳泽门内查看铁路开工。”（上文李总管应为李莲英。）西苑铁路是慈禧太后和光绪帝首次见到的铁路和火车，一些出入内廷的王公大臣也都由此见到了铁路和火车。
据说1900年八国联军攻入北京，该铁路遭严重破坏。1925年北海公园开园前，西苑铁路被彻底拆除。

## 遗迹
西苑铁路的路轨与机车、客车早已无存。今北海西岸和北岸还有几处当年路基工程的遗迹。
- 极乐世界以南，被刨挖掉部分土山后，剩余一段土山。
- 五龙亭以西，铁路转弯处，有一段条石砌筑的驳岸，和条石砌筑的石平桥。
- 作为铁路终点的镜清斋前码头，因为帮宽了驳岸又加砌了一层新码头，所以驳岸已推至原有码头的端线上[1]。